# JPEG 2000

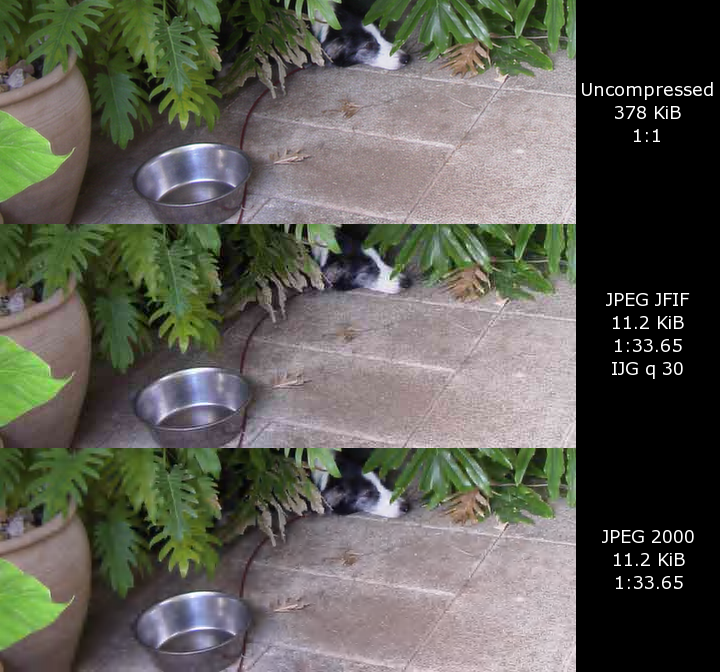
JPEG JFIF와 2000의 화질 비교

JPEG 2000은 웨이블릿 변환에 기초한 래스터 이미지 압축 기술이다. ISO와 ITU의 공동 조직인 Joint Photographic Experts Group에서 JPEG의 후속으로 규격화되었다. JPEG보다 높은 압축률과 이미지 품질을 얻기 위해 개발되었다. 비손실 압축을 지원하고 한 이미지에 여러 해상도의 이미지를 포함할 수 있다. JPEG 2000의 일부가 ISO 표준(ISO/IEC 15444-1)으로 발표되었으나, 2020년 기준 현재도 대부분의 웹 브라우저에서 지원되지 않는다.

## 개요
JPEG 2000(JP2)은 이미지 압축 표준 및 코딩 시스템이다. 이는 1997년부터 2000년까지 투라지 아브라함(Touradj Ebrahimi, 이후 JPEG 회장)가 의장을 맡은 공동 사진 전문가 그룹 위원회에 의해 이산 코사인 변환(DCT)을 기반으로 하는 원래 JPEG 표준(1992년 생성)을 대체할 목적으로 개발되었다. 새롭게 설계된 웨이블릿 기반 방법을 사용한다. 표준화된 파일 이름 확장자는 ISO/IEC 15444-1 규격 파일의 경우 .jp2이고, ISO/IEC 15444-2로 게시된 확장된 part-2 사양의 경우 .jpx이다. 등록된 MIME 유형은 RFC 3745에 정의되어 있다. ISO/IEC 15444-1의 경우 image/jp2이다.
JPEG 2000 프로젝트는 리코가 1995년에 JPEG-LS 표준화 노력에 CREW(Compression with Reversible Embedded Wavelets) 알고리즘을 제출한 데서 시작되었다. 궁극적으로 LOCO-I 알고리즘은 JPEG-LS의 기반으로 선택되었지만 CREW의 많은 기능은 JPEG 2000 표준으로 마무리되었다.
JPEG 2000 코드스트림은 다양한 세분성 수준에서 공간 무작위 액세스 또는 관심 영역 액세스를 지원하는 여러 메커니즘을 제공하는 관심 대상이다. 동일한 사진의 다른 부분을 다른 품질로 저장할 수 있다.
JPEG 2000은 DWT(이산 웨이블릿 변환)를 기반으로 한 압축 표준이다. 이 표준은 모션 JPEG 2000 확장을 사용하여 모션 영상 비디오 압축에 적용할 수 있다. JPEG 2000 기술은 2004년 디지털 시네마의 비디오 코딩 표준으로 채택되었다. 그러나 JPEG 2000은 2022년 기준 웹 브라우저(사파리 이외)에서는 아직 널리 지원되지 않으며 따라서 월드 와이드 웹에서는 일반적으로 사용되지 않는다.

## JPEG 2000 이미지 코딩 시스템 - 파트
JPEG 2000 이미지 코딩 시스템(ISO/IEC 15444)은 다음의 파트를 이룬다:
| 파트    | 번호                                 | 최초 출시일 (제1판) | 마지막 출시일 (에디션) | 마지막 개정 | 동일 ITU-T 표준 | 제목                                                     |
| ------- | ------------------------------------ | ------------------- | ---------------------- | ----------- | --------------- | -------------------------------------------------------- |
| Part 1  | ISO/IEC 15444-1                      | 2000                | 2016                   |             | T.800           | Core coding system                                       |
| Part 2  | ISO/IEC 15444-2                      | 2004                | 2004                   | 2015        | T.801           | Extensions                                               |
| Part 3  | ISO/IEC 15444-3                      | 2002                | 2007                   | 2010        | T.802           | Motion JPEG 2000                                         |
| Part 4  | ISO/IEC 15444-4                      | 2002                | 2004                   |             | T.803           | Conformance testing                                      |
| Part 5  | ISO/IEC 15444-5                      | 2003                | 2015                   |             | T.804           | Reference software                                       |
| Part 6  | ISO/IEC 15444-6                      | 2003                | 2016                   |             | T.805           | Compound image file format                               |
| Part 7  | 버려짐                               |                     |                        |             |                 | Guideline of minimum support function of ISO/IEC 15444-1 |
| Part 8  | ISO/IEC 15444-8                      | 2007                | 2007                   | 2008        | T.807           | Secure JPEG 2000                                         |
| Part 9  | ISO/IEC 15444-9                      | 2005                | 2005                   | 2014        | T.808           | Interactivity tools, APIs and protocols                  |
| Part 10 | ISO/IEC 15444-10                     | 2008                | 2011                   |             | T.809           | Extensions for three-dimensional data                    |
| Part 11 | ISO/IEC 15444-11                     | 2007                | 2007                   | 2013        | T.810           | Wireless                                                 |
| Part 12 | ISO/IEC 15444-12 (Withdrawn in 2017) | 2004                | 2015                   |             |                 | ISO base media file format                               |
| Part 13 | ISO/IEC 15444-13                     | 2008                | 2008                   |             | T.812           | An entry level JPEG 2000 encoder                         |
| Part 14 | ISO/IEC 15444-14                     | 2013                |                        |             | T.813           | XML structural representation and reference              |

## 같이 보기
- AVIF
- 디지털 시네마
- DjVu
- 무손실 JPEG
- JPEG XL
- 프로그레시브 그래픽스 파일
- 퀵타임
- 웨이블릿
- WebP